# Karmøytunnel
Der Karmøytunnel ist ein 8,9 km langer Straßentunnel in Westnorwegen. Er wird auch T-Verbindung genannt, da er drei Einfahrten besitzt und die Tunnelröhren in Form eines T angeordnet sind. In der Mitte des Tunnels befindet sich ein zur Aufmerksamkeitsförderung blau beleuchteter Kreisverkehr. Die Ost-West-Achse des Tunnels hat eine Länge von 7741 m, die nördliche Röhre eine Länge von 1164 m. Die westliche Tunneleinfahrt befindet sich auf der Insel Karmøy, die östliche Tunneleinfahrt mündet in die E 39, die weiter nach Stavanger führt. Die nördliche Tunneleinfahrt sorgt für eine direkte Verbindung zur Insel Fosen, die von dem Tunnel unterquert wird, ohne den Umweg über Haugesund. Durch den Tunnel verkürzt sich die Strecke zwischen Karmøy und Stavanger um 23 km.
Das gesamte Projekt hat ca. 2 Milliarden NOK gekostet. Diese Ausgaben wurden aus Gebühren der Fähre Mortavika–Arsvågen und aus einer Maut finanziert. Die Mauterhebung endete am 1. Juli 2021, den ausstehenden Betrag in Höhe von 190 Mio. NOK übernahm der Staat.
Zur Belüftung dient ein System aus 60 Ventilatoren und einem Lüftungsschacht in Höhe des Kreisverkehrs. Im Brandfall wird der Rauch immer nach oben abgeleitet, entweder aus einer der Tunnelöffnungen, oder durch den Lüftungsschacht.